# Anjui (Amur)
Der Anjui (russisch Анюй, Онюй, Дондон) ist ein rechter Nebenfluss des Amur in der Region Chabarowsk im  Fernen Osten Russlands.
Der Fluss entspringt im Sichote-Alin-Gebirge. Er fließt in überwiegend nordwestlicher Richtung und mündet etwa 180 km nordöstlich von Chabarowsk in den Amur. Der Fluss hat eine Länge von 393 km. Er entwässert ein Areal von etwa 12.700 km. 18 km vor seiner Mündung trifft sein wichtigster Nebenfluss, die Manoma (Манома), rechtsseitig auf ihn. 